# Sulimov
Sulimov är en by i distriktet Kroměříž i regionen Zlín i den historiska regionen Mähren i Tjeckien, belägen på koordinaterna 49°13’30’’N, 17°25’40’’Ö. Orten hade 167 invånare den 3 juli 2006. Den omnämns första gången år 1353.